# Failaka
Failaka (arap. فيلكا) je otok na sjeveru Perzijskog zaljeva. Površinom od 43 km² drugi je najveći otok u Kuvajtu, nakon Bubijana. Failaka je 1985. godine imala 5832 stanovnika, a najveće naselje jest gradić Az Zavr na zapadoj obali. Na otoku su pronađeni arheološki ostaci iz starog vijeka.

## Poveznice
- Perzijski zaljev

## Vanjske poveznice
Ostali projekti
|  | Zajednički poslužitelj ima još gradiva o temi Failaka |